# Simoedosauridae
De Simoedosauridae zijn een familie van semi-aquatische reptielen behorend tot de orde Choristodera. Soorten uit deze familie leefden van het Laat-Krijt tot het Eoceen en de familie overleefde dus het massale uitsterven van 65 miljoen geleden waarbij de dinosauriërs en vele andere taxa uitstierven. 
Naamgever van de familie Simoedosauridae is het geslacht Simoedosaurus. Fossielen van Simoedosaurus zijn gevonden in onder andere in Canada en Europa.
Een mogelijke stamboom van de Simoedosauridae is als volgt:
| unnamed | Liaoxisaurus                                                                        |
|         | Liaoxisaurus                                                                        |
|         | Tchoiria                                                                            |
|         |                                                                                     |
| unnamed | \| unnamed \| Ikechosaurus \| \| \| Ikechosaurus \| \| \| Simoedosaurus \| \| \| \| |
|         | \| unnamed \| Ikechosaurus \| \| \| Ikechosaurus \| \| \| Simoedosaurus \| \| \| \| |
| unnamed | Ikechosaurus                                                                        |
|         | Ikechosaurus                                                                        |
|         | Simoedosaurus                                                                       |
|         |                                                                                     |

| unnamed | Ikechosaurus  |
|         | Ikechosaurus  |
|         | Simoedosaurus |
|         |               |

## Geslachten
- Simoedosaurus
- Ikechosaurus
- Liaoxisaurus
- Tchoiria, hoewel het ook kan zijn dat dit een lid van de familie Champsosauridae is.

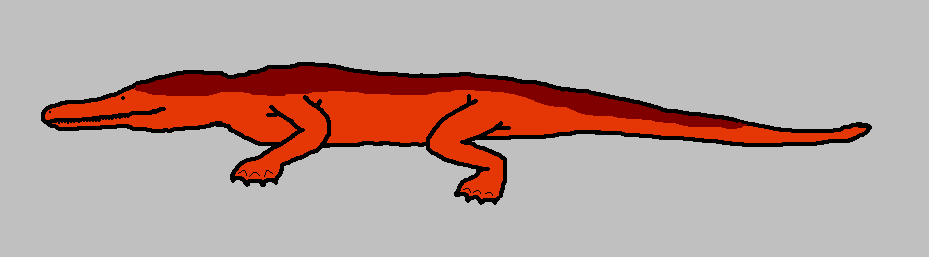
Ikechosaurus, een Simoedosauriër uit China.
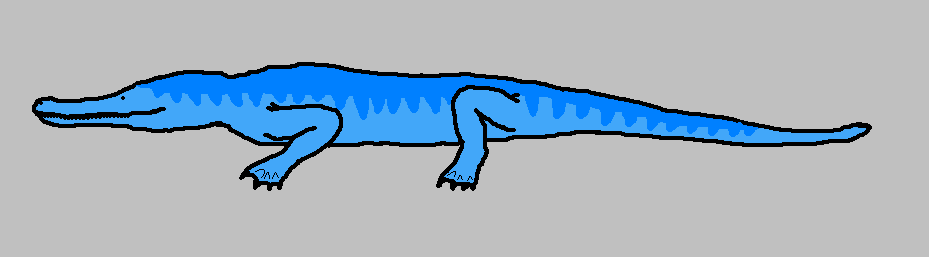
Simoedosaurus, een Simoedosauriër uit Noord-Amerika en Europa.
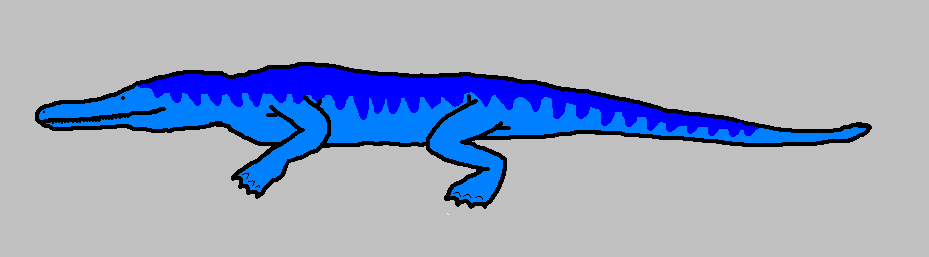
Liaoxisaurus, een Simoedosauriër uit China.
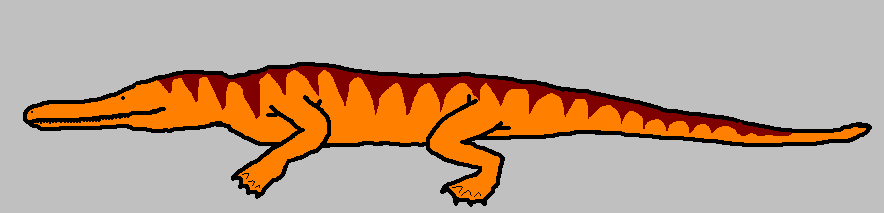
Tchoiria, een Simoedosauriër uit China en Mongolië.